# تیرنو بالده
تیرنو بالده (انگلیسی: Thierno Baldé؛ زادهٔ ۱۰ ژوئن ۲۰۰۲) بازیکن فوتبال است.
وی همچنین در تیم ملی فوتبال زیر ۲۰ سال فرانسه بازی کرده‌است.